# John Fane (10. hrabia Westmorland)

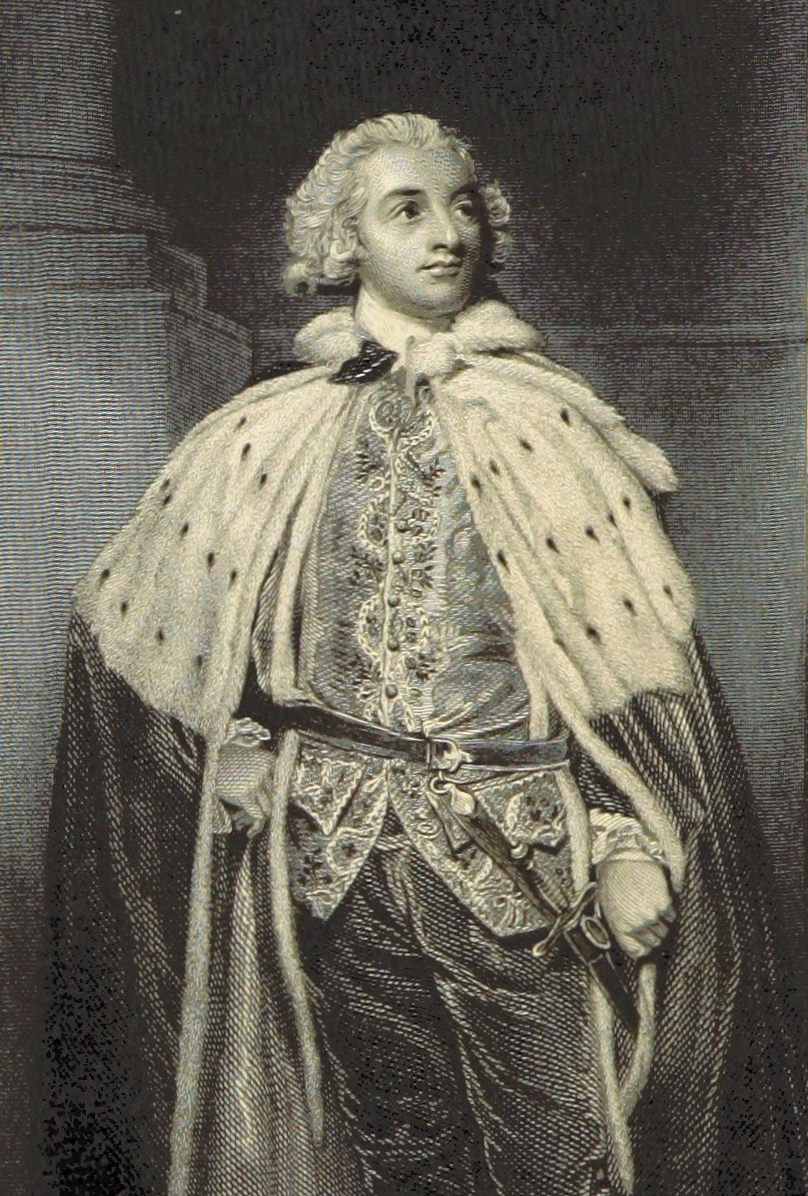
Lord Westmorland

John Fane, 10. hrabia Westmorland KG (ur. 1 czerwca 1759 w Berkeley, zm. 15 grudnia 1841 w Brighton) – brytyjski arystokrata i polityk związany ze stronnictwem torysów.

## Życiorys
Był najstarszym synem Johna Fane’a, 9. hrabiego Westmorland, i Augusty Bertie, córki lorda Montagu Bertie’ego. Od 1771 r. nosił grzecznościowy „lorda Burghersh”. Po śmierci ojca w 1774 r. odziedziczył tytuł 10. hrabiego Westmorland i, po osiągnięciu wymaganego prawem wieku, zasiadł w Izbie Lordów. Wykształcenie odebrał w Westminster School oraz w Charterhouse College na Uniwersytecie Cambridge, gdzie zaprzyjaźnił się z późniejszym premierem, Williamem Pittem Młodszym.
W 1789 r. został poczmistrzem generalnym. W latach 1789–1795 był Lordem Namiestnikiem Irlandii. W 1793 r. otrzymał Order Podwiązki. Następnie był koniuszym królewskim. W latach 1798–1806 i 1807–1827 pełnił funkcję Lorda Tajnej Pieczęci. Od 1828 r. był Lordem Namiestnikiem Northamptonshire. Zmarł w 1841 r.

## Rodzina
20 maja 1782 r. w Gretna Green poślubił Sarah Anne Child (28 sierpnia 1764 – 9 listopada 1793), jedyną córkę i dziedziczkę bankiera Roberta Childa i Sarah Jodrell, córki Gilberta Jodrella. Child był przeciwny temu małżeństwu i wydziedziczył córkę i jej męskich potomków, cały swój majątek przekazując swoim wnuczkom, aby Fane’owie nie przejęli jego fortuny. John i Sarah mieli razem syna i cztery córki:
- John Fane (2 lutego 1784 – 16 października 1859), 11. hrabia Westmorland
- Sarah Sophia Fane (4 marca 1785 – 26 stycznia 1867), żona George’a Childa-Villiersa, 5. hrabiego Jersey, miała dzieci
- Augusta Fane (17 marca 1786 – 20 listopada 1871), żona Johna Parkera, 1. hrabiego Morley, i Arthura Pageta, miała dzieci
- Maria Fane (11 maja 1787 – 19 marca 1834), żona Johna Ponsonby’ego, 4. hrabiego Bessborough, miała dzieci
- Charlotte Fane (25 sierpnia 1793 – 24 marca 1822)

24 marca 1800 r. w Wimbledonie poślubił Jane Saunders (ok. 1780 – 26 marca 1857), córkę Richarda Saundersa i Jane Kinsey, z którą po kilku latach znalazł się w separacji. John i Jane mieli razem trzech synów i dwie córki:
- Cicely Jane Georgina Fane (25 stycznia 1801 – 4 grudnia 1874)
- Charles Saunders John Fane (8 maja 1802 – 3 listopada 1810)
- Henry Sutton Fane (13 stycznia 1804 – 7 maja 1857)
- Montagu Augustus Villiers Fane (1 września 1805 – 26 czerwca 1857)
- Evelina Fane (30 czerwca 1807 – 7 stycznia 1808)